# Alta Carniola (provincia storica)
L'Alta Carniola (in sloveno Gorenjska) è una delle regioni storiche della Slovenia. Fu parte dello storico territorio asburgico di Carniola. Il centro tradizionale della regione è Kranj.